# إيبيإي واتانابي
إيپًإي واتانابً (باليابانية: 渡辺 一平) (مواليد 28 سبتمبر 1969)، هو لاعب كرة قدم ياباني سابق كان يلعب كمدافع.

## وصلات خارجية
- إيبيإي واتانابي على موقع رابطة كرة القدم اليابانية للمحترفين (اليابانية)
- إيبيإي واتانابي على موقع عالم كرة القدم.نت (الإنجليزية)